# Artur Lundkvist
Artur Lundkvist (3. března 1906, Perstorp – 11. prosince 1991, Solna) byl švédský spisovatel, básník a literární kritik. V roce 1929 byl jedním z autorů antologie Fem unga. Od roku 1968 byl členem Švédské akademie.
Napsal asi 80 knih. Jeho díla byla přeložena do asi 30 jazyků. On sám rovněž přeložil mnoho děl ze španělštiny a francouzštiny do švédštiny. Někteří autoři, které překládal, později dostali Nobelovu cenu za literaturu.

## Vyznamenání
- velkodůstojník Řádu prince Jindřicha – Portugalsko, 11. prosince 1990[1]